# Трейбгерд

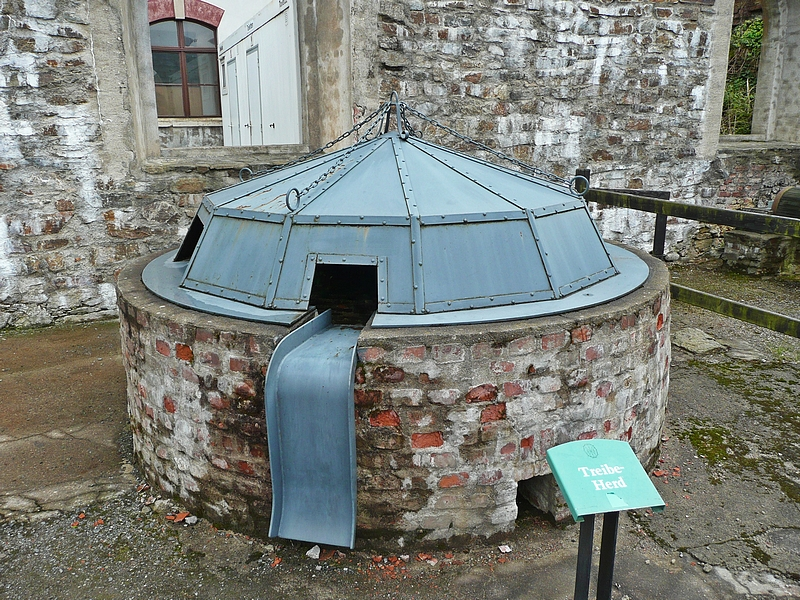
Трейбгерд для розділення свинцю та срібла в процесі зейгерування. Історичний металургійний завод Saigerhütte Grünthal в Саксонських Рудних горах, Німеччина.

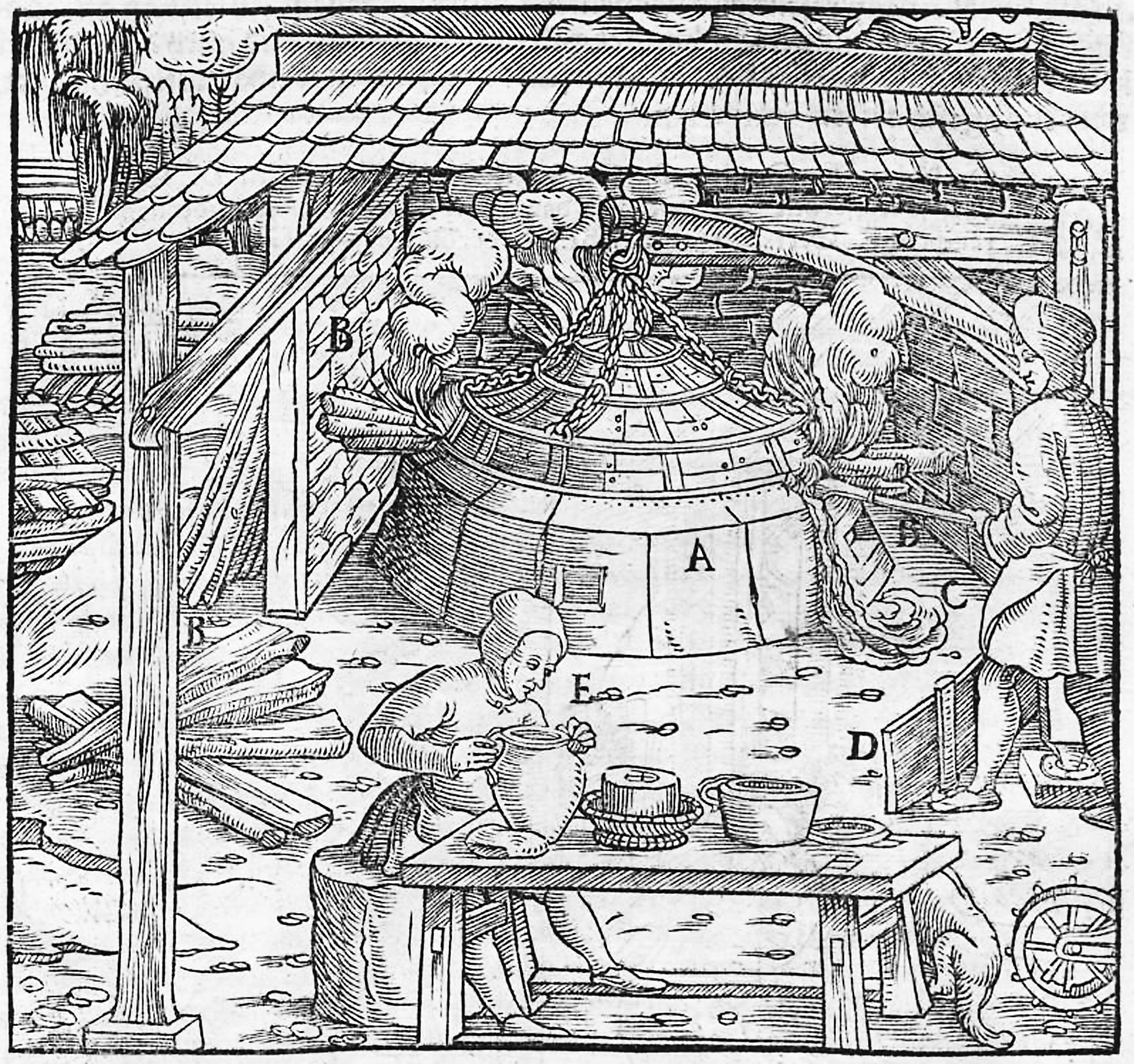
Трейбгерд за Г.Агріколою, 1556 р.

Трейбгерд — спеціальна піч для відділення срібла від свинцю. Використовувалася процедура купеляції.
Синоніми: Трейбофен — (від нім. treiben розділяти, і нім. Ofen піч). Розділювальний горн; в якому відокремлюють срібло від міді чи свинцю шляхом плавлення.

## Конструкція
Піч вміщає кілька шарів: Нижче розташований шар шаруватого шлаку, який називається шлаковим подом, який лежить на кладці фундаменту та перетинається повітряними або вентиляційними каналами.
У центрі знаходиться чашоподібний шар викладений вогнетривкою цеглою, вкритию шаром (настилом) мергелю товщиною 5-6 дюймів або сумішшю п'яти частин вапняку в порошку і однією частиною глини. Посередині підошви роблять заглиблення (доріжку).
Вогнище оточене стінним вінцем (основним вінцем) із великого бутового каміння. Воно оточене цегляним бортиком, на якому лежить капелюх, рухливий капюшон. Капелюх підвішений до крана за допомогою ланцюгів.
Навпроти осередку вогнища є отвір для топки, отвір, який можна закрити залізною полозкою. Крім випалу, в підошві є отвір для стоку оксиду свинцю.
Відповідно сконструйована піч дозволяє плавити свинець у вогнетривкому середовищі. Якщо температура достатня, через розплав пропускається повітря. Наявний свинець окиснюється та виштовхується через отвір повітряним потоком, поки не залишиться лише металеве срібло (власне сплаву срібла).